# Zűr az űrben
A Zűr az űrben (eredeti cím: Spaced Out/Allô la Terre, ici les Martin) francia–kanadai televíziós rajzfilmsorozat, amelyet az Alphanim és a Cartoon Network Afrika közösen gyártott. Eredeti bemutatója 2002. január 7-én volt a brit–ír Cartoon Network-ön.

## Rövid tartalom
A Kratch vállalat a Marsi családot egy űrállomásra küldi, hogy megfigyelje őket, ám a lehetséges földönkívüliekkel nem számolnak…

## Szereplők
George
A Marsi család feje, az űrállomás főnöke.
Monica
George felesége.
Benjamin
Betty
Borys
Pani
Bobby
Fax
A Marsi család kutyája

## Epizódok

### Évadáttekintés
| Évad | Évad | Részek száma | Részek száma | Eredeti sugárzás | Eredeti sugárzás | Magyar sugárzás  | Magyar sugárzás |
| Évad | Évad | Részek száma | Részek száma | Évadbemutató     | Évadzáró         | Évadbemutató     | Évadzáró        |
| ---- | ---- | ------------ | ------------ | ---------------- | ---------------- | ---------------- | --------------- |
|      | 1.   | 26           | 26           | 2002. január 7.  | 2005. április 2. | 2002. április 2. | ?               |

| #   | Magyar cím              | Angol cím                     | Francia cím                     |
| --- | ----------------------- | ----------------------------- | ------------------------------- |
|     |                         |                               |                                 |
| 01. | Indulás a fellegekbe    | All Aboard!                   | Embarquement immédiat           |
|     |                         |                               |                                 |
| 02. | Egy földönkívüli halála | Death Of an Alien!            | À mort l'alien                  |
|     |                         |                               |                                 |
| 03. | Invázió                 | Invasion                      | Invasion                        |
|     |                         |                               |                                 |
| 04. | Boris, a hős            | Boris Our Hero                | Boris ce héros                  |
|     |                         |                               |                                 |
| 05. |                         | George The Magnificent        | Georges le magnifique           |
|     |                         |                               |                                 |
| 06. |                         | I Wanna Go Home               | Je veux rentrer à la maison     |
|     |                         |                               |                                 |
| 07. |                         | George Investigates           | Georges mène l'enquête          |
|     |                         |                               |                                 |
| 08. |                         | Monica at The Helm            | Monette aux manettes            |
|     |                         |                               |                                 |
| 09. |                         | The Robinsons                 | Les Durand                      |
|     |                         |                               |                                 |
| 10. |                         | Cosmic Soup                   | Soupe cosmique                  |
|     |                         |                               |                                 |
| 11. |                         | A Question Of Time            | Question de temps               |
|     |                         |                               |                                 |
| 12. |                         | The Thing                     | Le Truc                         |
|     |                         |                               |                                 |
| 13. |                         | The Unteachables              | Faites chauffer l'école         |
|     |                         |                               |                                 |
| 14. |                         | All About Gran                | Tout sur mamie                  |
|     |                         |                               |                                 |
| 15. |                         | Holiday Madness               | Un Noël très spatial            |
|     |                         |                               |                                 |
| 16. |                         | Pigs In Space                 | Les Cochons de l'espace         |
|     |                         |                               |                                 |
| 17. |                         | Desperately Seeking Schuman   | Schuman recherche désespérément |
|     |                         |                               |                                 |
| 18. |                         | Blackout – The 13th Passenger | Black Out                       |
|     |                         |                               |                                 |
| 19. |                         | Public Enemy No. 1            | Fax ennemi public n. 1          |
|     |                         |                               |                                 |
| 20. |                         | The Man In The Plexiglas Mask | Le Masque de plexiglas          |
|     |                         |                               |                                 |
| 21. |                         | Charge                        | Georges tout feu tout flamme    |
|     |                         |                               |                                 |
| 22. |                         | Black Hole                    | Trou noir                       |
|     |                         |                               |                                 |
| 23. |                         | Downsized                     | Dégraissage                     |
|     |                         |                               |                                 |
| 24. |                         | The Learning Machine          | La Machine à apprendre          |
|     |                         |                               |                                 |
| 25. |                         | Hostile Takeover              | Annexion                        |
|     |                         |                               |                                 |
| 26. |                         | Incubation                    | Incubation                      |
|     |                         |                               |                                 |